# George Boots

a Compétitions nationales et continentales officielles uniquement.

b Matchs officiels uniquement.
Dernière mise à jour le 13 janvier 2025.
John George Boots, né le 2 juillet 1874 à Aberbeeg et mort le 30 décembre 1928 à Newport, est un joueur de rugby gallois, évoluant au poste de deuxième ligne ou de troisième ligne aile pour le pays de Galles et essentiellement pour le club de Newport RFC.

## Carrière
Né à Aberbeeg, George Boots a disputé son premier test match le 19 mars 1898, contre l'équipe d'Irlande.
George Boots a disputé son dernier test match contre l'équipe d'Angleterre le 9 janvier 1904.
Il joue 16 matchs comme avant en équipe du pays de Galles.
Il fait 365 apparitions pour Newport de 1895 à 1922.

## Palmarès
- 16 sélections pour le pays de Galles
- 1 essai avec les Gallois.
- Sélections par année : 2 en 1898, 1 en 1899, 3 en 1900, 3 en 1901, 3 en 1902, 3 en 1903, 1 en 1904
- Participation à 7 tournois britanniques en 1898, 1899, 1900, 1901, 1902, 1903, 1904
- Victoires dans le Tournoi britannique de rugby à XV 1900, 1902
- Triple couronne en 1900, 1902